# Krajišnik (Gradiška)
Krajišnik (en serbio: Крајишник) es una aldea de la municipalidad de Gradiška, Republika Srpska, Bosnia y Herzegovina.

## Población
| Composición de la Población - Aldea de Krajišnik | Composición de la Población - Aldea de Krajišnik | Composición de la Población - Aldea de Krajišnik | Composición de la Población - Aldea de Krajišnik | Composición de la Población - Aldea de Krajišnik |
| ------------------------------------------------ | ------------------------------------------------ | ------------------------------------------------ | ------------------------------------------------ | ------------------------------------------------ |
|                                                  | 2013                                             | 1991                                             | 1981                                             | 1971                                             |
| Total                                            | 633                                              | 528 (100,0%)                                     | 461 (100,0%)                                     | 499 (100,0%)                                     |
| Varones                                          | 295                                              | -                                                | -                                                | -                                                |
| Mujeres                                          | 338                                              | -                                                | -                                                | -                                                |
| Serbios                                          | 610                                              | 487 (92,23%)                                     | 415 (90,02%)                                     | 475 (95,19%)                                     |
| Croatas                                          | 20                                               | 6 (1,14%)                                        | 7 (1,52%)                                        | 11 (2,2%)                                        |
| Bosniacos                                        | -                                                | 2 (0,38%)                                        | 1 (0,28%)                                        | 1 (0,20%)                                        |
| Eslovenos                                        | -                                                | -                                                | -                                                | -                                                |
| Musulmanes                                       | 1                                                | -                                                | -                                                | -                                                |
| Montenegrinos                                    | -                                                | -                                                | -                                                | 1 (0,20%)                                        |
| Gitanos                                          | -                                                | -                                                | -                                                | -                                                |
| Macedonios                                       | -                                                | -                                                | -                                                | -                                                |
| Albaneses                                        | -                                                | -                                                | -                                                | -                                                |
| Ukranianos                                       | -                                                | -                                                | -                                                | -                                                |
| Yugoslavos                                       | 1                                                | 30 (5,68%)                                       | 37 (8,03%)                                       | -                                                |
| Otros                                            | 1                                                | 3 (0,57%)                                        | 1 (0,22%)                                        | 11 (2,2%)                                        |
| Sin declarar                                     | -                                                | -                                                | -                                                | -                                                |
| Desconocidos                                     | -                                                | -                                                | -                                                | -                                                |